# Amtsgericht Ohligs
Das Amtsgericht Ohligs ist ein ehemaliges Justizgebäude in der bergischen Großstadt Solingen. Seit 1987 steht es unter Denkmalschutz.

## Lage und Beschreibung
Das Amtsgericht Ohligs befindet sich am Beginn der Merscheider Straße einige hundert Meter östlich des Hauptbahnhofes im westlichen Solinger Stadtteil Ohligs. Es bildete zusammen mit den umgebenden Gebäuden, dem ehemaligen Rathaus Ohligs (Merscheider Straße 3), sowie dem ehemaligen Bürgerhaus (Merscheider Straße 5), ursprünglich ein Verwaltungs- und Justizzentrum in der früheren Kleinstadt Ohligs. Die heutige Sauerbreystraße fungiert als Verbindungsweg zwischen Amtsgericht und Bahnhof mit Unterführung zum Stadtteilzentrum mit der Fußgängerzone Düsseldorfer Straße. Am ehemaligen Amtsgerichtsgebäude mit dem rückwärtig angebauten Stadtgefängnis vorbei führt ein Fußweg zur rückwärtig gelegenen Mankhauser Straße.
Das Gebäude befindet sich einige Meter von der Merscheider Straße zurückliegend, es liegt mit dem benachbarten Rathausgebäude in einer Bauflucht. Es handelt sich um einen zweigeschossigen, traufständigen Putzbau mit Walmdach. Das vollunterkellerte Gebäude verfügt über einen steinernen Sockel, ein giebelbekrönter Mittelrisalit kragt dreiachsig vor. In der Giebelspitze befindet sich ein Steinrelief mit Reichsadler, den Giebelabschluss ziert die Jahreszahl 1895. Über dem mittleren Fenster des Risaliten prangt ein Fahnenmast. Die Fassade wird ferner durch Backsteinornamente in Form von Gurt- und Fenstergesimsen sowie Ecklisenen untergliedert.

## Geschichte
Die Stadt Ohligs im Landkreis Solingen war 1891 durch Umbenennung aus der Stadt Merscheid hervorgegangen, die seit dem Jahre 1856 das Stadtrecht besaß. Durch den 1867 erfolgten Anschluss an das Eisenbahnnetz mit dem Bahnhof bei Hüttenhaus entwickelte sich die spätere Stadt Ohligs bis gegen Ende des 19. Jahrhunderts zu einer wirtschaftlich florierenden Kleinstadt mit einigen Industriebetrieben.
Das Gebiet östlich des Bahnhofes war bis in die 1880er Jahre nur durch einzelne Ortslagen und Hofschaften besiedelt. Am Wahnenkamp zweigte die Merscheider Bezirksstraße von dem Fahrweg zur Scharrenbergerheide ab. An dieser Stelle wurde 1890/1891 das neue Rathaus der Stadt Ohligs errichtet. Daneben entstand im Jahre 1895 der Neubau eines Amtsgerichtsgebäudes für die Stadt Ohligs. Diese hatte sich zuvor seit 1879 im Gerichtsbezirk des Amtsgerichts Solingen befunden und bekam aufgrund des rasanten Bevölkerungswachstums seit der Reichsgründung 1871 schließlich einen eigenen Gerichtsbezirk zugestanden. Die ursprüngliche Zielsetzung der Ohligser Stadtverordneten, dort einen neuen Mittelpunkt ihrer Stadt zu etablieren, schlug jedoch fehl. Das Gebiet rund um Wahnenkamp entwickelte sich zum gründerzeitlichen Wohngebiet. Mittelpunkt der Stadt blieb die westlich des Bahnhofes gelegene Düsseldorfer Straße. Erster Richter des Amtsgerichts wurde der spätere Landrat des Kreises Solingen, der Jurist Adolf Lucas.

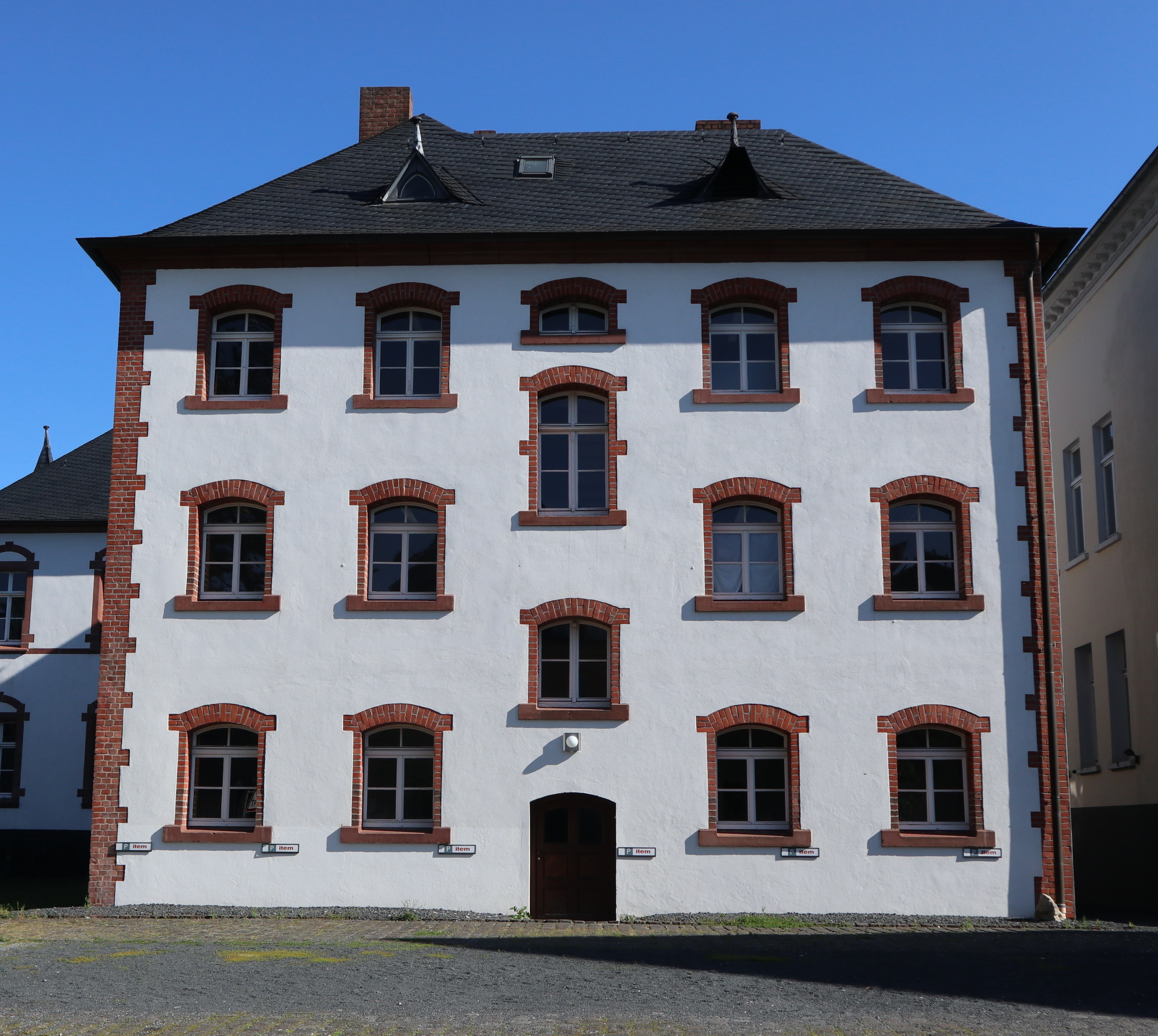
Rückseite des Gerichtsgebäudes: das ehem. Stadtgefängnis

Rückwärtig an das Gerichtsgebäude angebaut wurde ein Gefängnistrakt, der als Ohligser Stadtgefängnis fungierte. Nach der Machtübernahme durch die Nationalsozialisten 1933 quartierte man die Gegner des Systems unter anderem auch in den Gefängniszellen des Ohligser Amtsgerichtes ein.:S. 54
Das Amtsgericht Ohligs wurde während des Zweiten Weltkriegs im Jahre 1943 aufgehoben. Die Zuständigkeit für den ehemaligen Ohligser Gerichtsbezirk ging nach Kriegsende auf das Solinger Amtsgericht über. Durch die Zerstörung des Gerichtsgebäudes Wupperstraße, Sitz des Solinger Amtesgrichts, bei den Luftangriffen auf Solingen im Jahre 1944 musste das Solinger Amtsgericht jedoch vorübergehend in das Gebäude des Amtsgerichts Ohligs umziehen. Erst 1952 konnte das Gebäude wieder geräumt werden. In der Nachkriegszeit zogen Teile der Solinger Stadtverwaltung in das Gebäude ein, so hatten vor allem Bedienstete des Sozialamtes sowie der Stadtkasse ihre Büros in dem Gebäude. Der städtischen Wohlfahrtsverwaltung, die bislang im Ohligser Rathaus untergebracht war, kam in der unmittelbaren Nachkriegszeit sehr große Bedeutung zu, so dass sie auch räumlich stark anwachsen musste.
Das Gebäude des ehemaligen Amtsgerichts wurde am 6. Januar 1987 unter Denkmalschutz gestellt. Nach dem Neubau des Solinger Rathauses zwischen 2006 und 2008 zogen die verbliebenen Bediensteten der Stadtverwaltung im September 2008 aus dem Amtsgericht und dem benachbarten Rathaus Ohligs aus. Der Solinger Unternehmer Jörg Föste, der das ehemalige Gerichtsgebäude 2006 gekauft hatte, sanierte das Gebäude zwischen 2007 und 2008 denkmalgerecht.:S. 58ff. Insgesamt wurden 3,1 Millionen Euro in die Sanierung investiert, die Ende Mai 2008 abgeschlossen wurde.
In das Gebäude zog im Jahre 2008 zunächst das IT-Unternehmen Codecentric ein. Da die Beschäftigtenzahlen des Unternehmens immer weiter anwuchsen, errichtete es 2016 einen Neubau auf dem sogenannten Buschmann'schen Gelände zwischen Hauptbahnhof und dem heutigen Galileum. Die Büro- und Gewerbeflächen in dem Gebäude wurde bis 2021 hauptsächlich durch das Solinger Unternehmen item Industrietechnik genutzt, das dort ein Entwicklungszentrum unterhielt. Auch item errichtet einen Neubau in der Nähe des Hauptbahnhofs. 
Seit Juli 2023 ist im Gebäude die Hautarztpraxis Solingen ansässig, die zu dem Unternehmen Dermanostic gehört. Dermanostic ist eine 2019 gegründete Online-Hautarztpraxis, die durch Eröffnung der Vor-Ort-Praxis in Ohligs zur ersten hybriden Hautarztpraxis Deutschlands wurde. Im Sommer 2023 wurden monatelange Umbauarbeiten vorgenommen, um das Gebäude in Abstimmung mit dem Amt für Denkmalschutz renovieren zu lassen. Der Eigentürmer Mirko Novakovic investierte einen sechsstelligen Betrag in das Gebäude.